# Yarmouth County
Yarmouth County ist eines der 18 Countys in der kanadischen Provinz Nova Scotia (Neuschottland). Es liegt im Westen der Provinz und  grenzt im Norden an Digby County sowie im Süden an Shelburne County. Das County hat sein verwaltungstechnisches Zentrum in Yarmouth.
Die Einwohnerzahl beträgt 24.419 (Stand: 2016).
2011 lebten in der 2.124,64 km² großen Verwaltungseinheit 25.275 Einwohner, woraus sich eine Bevölkerungsdichte von 11,9 Einwohnern/km² ergibt. Dabei ist die Einwohnerzahl, im Vergleich zum Zensus aus dem Jahr 2006, erneut zurückgegangen. Die Bevölkerung nahm zuletzt um 3,8 % ab und setzt dabei den zuletzt andauernden Abwärtstrend fort. Das County ist eins der kleinsten Countys der Provinz und liegt sowohl hinsichtlich Einwohnerzahl und Einwohnerdichte im Mittelfeld aller Countys.
Das County ist über den Nova Scotia Highway 101 und den Highway 103 an das übrige Fernstraßennetz der Provinz angeschlossen. An den Luftverkehr ist das County über den Yarmouth Airport (IATA-Code: YQI, ICAO-Code: CYQI) angeschlossen. Von Yarmouth aus bestand viele Jahre lang eine, von Bay Ferries Limited betriebene Fährverbindung nach Bar Harbor und in Portland, beide in Maine.

## Geschichte
Bereits vor der Entdeckung durch Europäer war diese Gegend Siedlungs- und Jagdgebiet von First Nations, der Mi’kmaq. Zu den ersten europäischstämmigen Siedlern in diesem Gebiet gehörten auch Akadier. Bevor das Gebiet 1836 ein eigenständig County wurde gehörte es zu Lunenburg County (bis 1761), Queens County (1784) und zuletzt Shelburne County. Die Herkunft des Namens ist umstritten. Nach den beiden vorherrschenden Theorien dazu geht der Name entweder auf eine ältere Ansiedlung mit dem gleichen Namen in Massachusetts oder auf Amalie Sophie von Wallmoden, Countess of Yarmouth, die Mätresse von Georg II. zurück.

## Gemeinden
In Yarmouth County gibt es die Town Yarmouth sowie ein Reservat der First Nations. Alle anderen Ansiedlungen liegen entweder in der District municipality of Argyle oder der District municipality of Yarmouth.

## Söhne und Töchter
Zu den bedeutendsten Bürgern des Countys gehörten
- Daniel Bohan, der Erzbischof von Regina,
- Heather Crowe, eine Aktivistin für den Nichtraucherschutz
- Keith R. Porter, ein Zellbiologe.
- Jody Shelley, ein Eishockeyspieler